# Михал Шанда
Михал Шанда (чеш. Michal Šanda, рођен 10. децембар 1965, Праг, Чехословачка) је чешки писац и песник.

## Дела
- stoa, (1994)
- Ošklivé příběhy z krásných slov,  80-85940-20-5, (1996)
- Metro,  80-85940-48-5, (1998 и 2005)
- Dvacet deka ovaru,  80-86240-05-3, (1998)
- Blues 1890-1940,  80-7227-067-2, (2000)
- Obecní radní Stoklasné Lhoty vydraživší za 37 Kč vycpaného jezevce pro potřeby školního kabinetu",  80-7227-110-5, (2001)
- Sudamerická romance,  80-7227-164-4, (2003)
- Španělské ptáčky, ISSN 1213-7022, (2006)
- Kecanice,  80-85940-75-2, (2006)
- Býkárna,  80-7227-252-7 и Милан Огниско и Иван Верниш, (2006)
- Merekvice.  978-80-86862-53-8., (2008)
- Remington pod kredencí.  978-80-7386-050-9., (2009)
- Dopisy.  978-80-86862-85-9. и Карел Хавличек Боровски, (2009)
- Sorento,  978-80-7443-048-0, (2011)
- Sebrané spí si,  978-80-87563-04-5, (2012)
- Špacírkou přes čenich!,  978-80-7432-296-9, (2013)
- MUDr. PhDr. Jarmila Beichtenová: Kazuistika pacientů Michala Šandy a Jakuba Šofara – literární anamnéza,  978-80-87683-28-6, (2014)
- Jakápak prdel,  978-80-903065-9-2 и  978-80-7227-364-5 и Ivan Wernisch, (2015)
- Rabování samozvaného generála Rona Zacapy v hostinci U Hrocha,  978-80-7465-155-7, (2015)
- Autorské poznámky k divadelní grotesce Sráči,  978-80-87563-35-9, (2015)
- Masná kuchařka mistra řezníka z Nelahozevsi Antonína Dvořáka,  978-80-7438-152-2, (2016)
- Údolí,  978-80-7438-469-1 и  978-80-7438-472-1, (2017)
- Dr. Moul,  978-80-270-3653-0, (2018)
- Kosáku, co to máš v zobáku?,  978-80-7558-105-1, (2019)
- Rukulíbám,  978-80-7558-133-4, (2020)
- Hemingwayův býk,  978-80-87688-79-3, (2018)
- Umyvadlo plné vajglů,  978-80-7438-227-7, (2020)
- Tibbles,  978-80-7558-165-5, (2021)
- Viktor & Віктор,  978-80-7558-177-8, (2022)
- Generál v umyvadle plném blues,  978-80-7443-467-9, (2022)
- Lední medvěd Rio zachraňuje prales,  978-80-7558-223-2, (2023)
- Kruh,  978-80-7558-239-3, (2023)
- Mozek z blázna,  978-80-7530-450-6, (2023)
- Hravě o dopravě,  978-80-7558-264-5, (2024)
- Čtverec,  978-80-7558-267-6, (2024)
- Grotesky,  978-80-7530-541-1, (2024)